# Pacotille (marchandises)
Pour les articles homonymes, voir Pacotille.

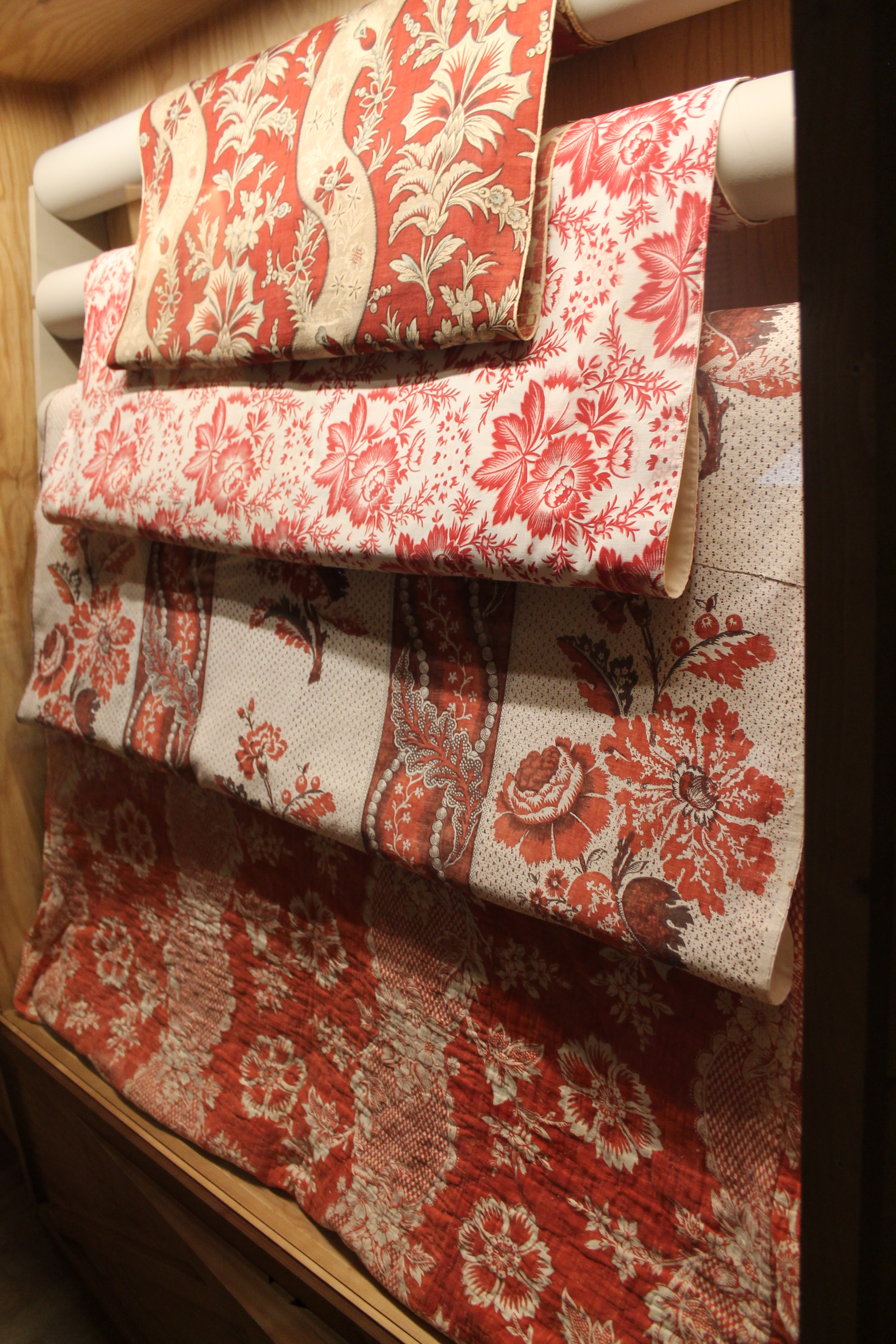
Indiennes au Musée d'histoire de Nantes.

La pacotille (du mot espagnol pacotilla signifiant « petit paquet ») désigne à l'origine la petite quantité de marchandises que chaque passager ou membre d'équipage d'un navire, pouvait embarquer afin d'en faire commerce pour son propre compte.
Par la suite, le terme englobe l'ensemble des marchandises destinées à l'échange ou au commerce, dans les contrées lointaines. Il est utilisé plus spécifiquement pour désigner la marchandise que les trafiquants européens échangent contre les esclaves, notamment lors du commerce triangulaire.

## Description

### Sens premier
La pacotille représente la petite quantité de marchandises qu’il était permis, à ceux qui s’embarquaient sur un vaisseau (comme officiers, matelots, gens de l’équipage ou passagers), d’emporter avec eux, afin de la négocier pour leur propre compte.

### Cargaison de traite
Appelée également « cargaison ou marchandise de traite », la pacotille désigne plus spécifiquement la marchandise échangée contre des captifs noirs, par les négriers européens, aux vendeurs arabes ou africains d'esclaves. Elle se composait principalement d'armes avec leur poudre, de produits métalliques manufacturés, d'outils, d'étoffes simples et somptueuses (indiennes), de chapeaux, de parures, de cauris, d'alcools, pipes, tabac...

Un malentendu existe quant à la valeur des marchandises proposées par les négriers. Celles-ci ont longtemps été considérées à tort comme de faible valeur, d'où l'usage du mot pacotille. Cette confusion, jadis entretenue dans les discours des racistes blancs, visait à minimiser l'intelligence des Africains lors de ces échanges. Dans les faits, les vendeurs africains d'esclaves étaient de redoutables négociateurs, et les marchandises échangées avaient une valeur importante, autant pour l'acheteur que pour le vendeur. 60% à 70% de la « mise-hors » normalement consacrée à l’armement d’un navire servait à financer la cargaison. En 1780, l’investissement nécessaire à l’armement d’un navire négrier équivalait au prix d’un petit hôtel particulier parisien (soit de 200 000 à 300 000 livres tournois).

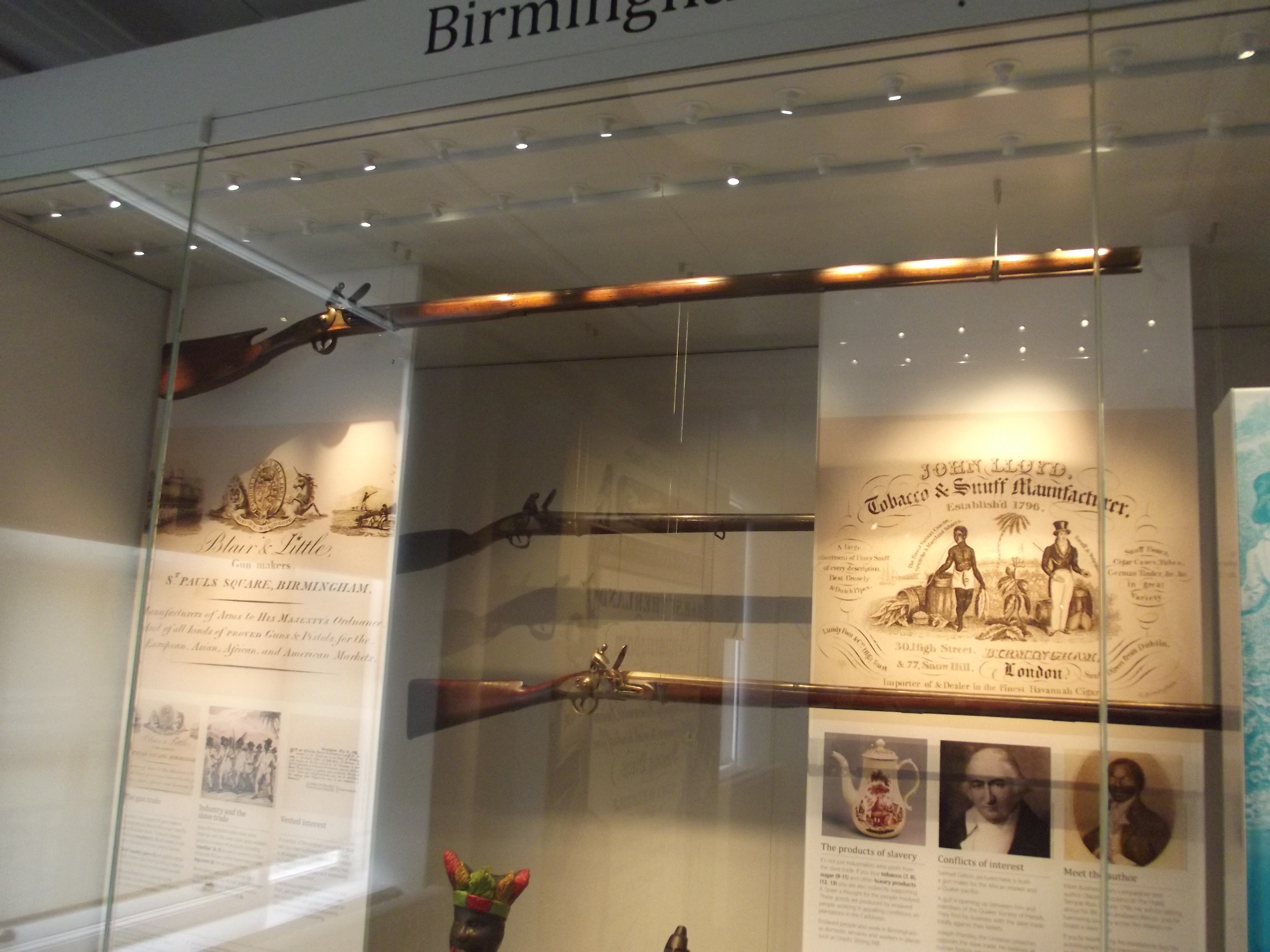
Fusils de traite. Dans la 2ème moitié du XVIIIe siècle, les Européens vendaient environ 300 000 fusils par an en Afrique, contribuant à maintenir un état de guerre endémique dont les prisonniers alimentaient le marché aux esclaves[5].
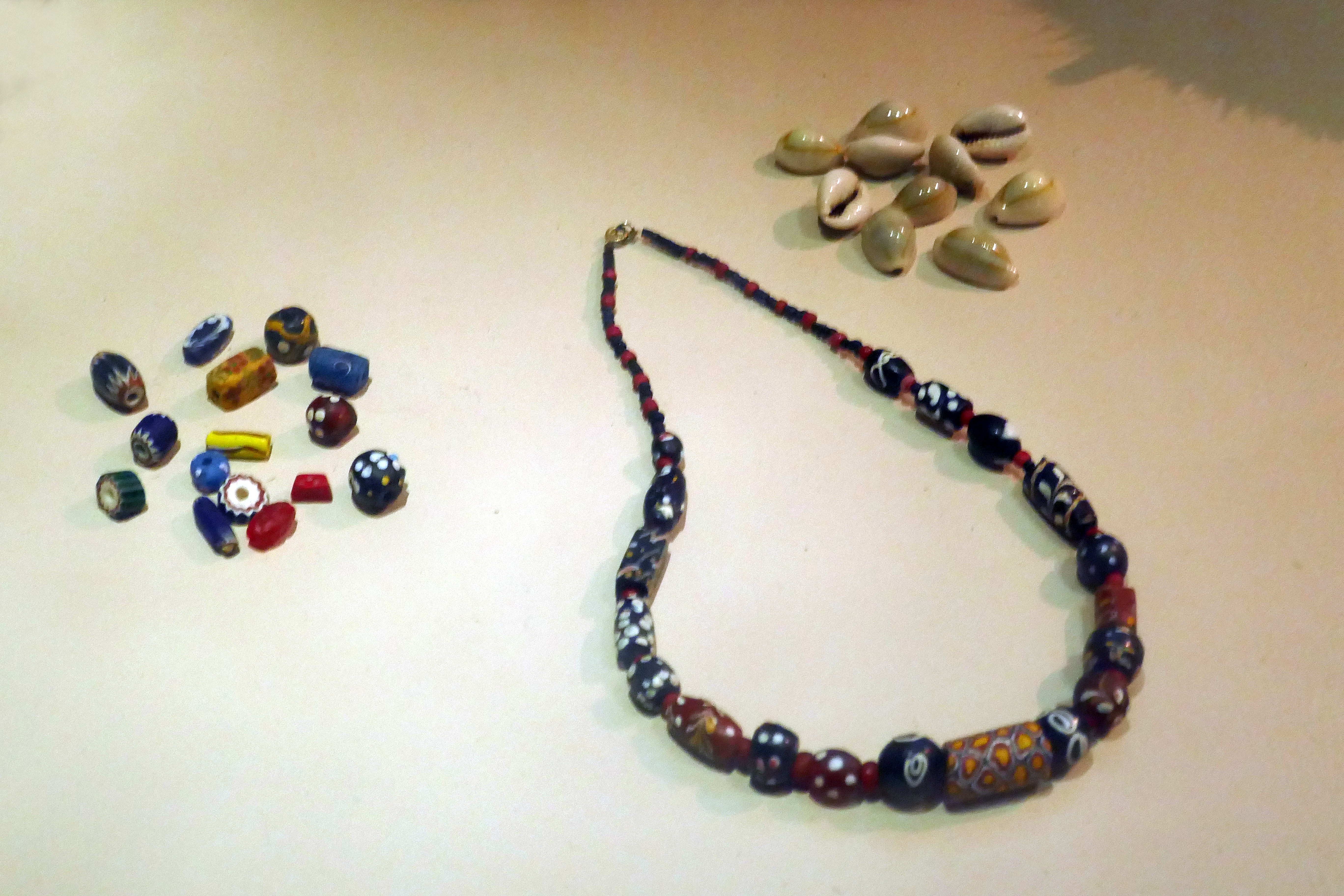
Cauris des îles Marquises et perles de Murano (Musée d'Aquitaine, Bordeaux). Un captif pouvait valoir entre 8 000 (1724) et 80 000 cauris (1748) selon la demande[6].

### «Nègre de pacotille»
Le terme est aussi utilisé dans l'expression « nègre de pacotille ». Dans ce cas, il désigne la part donnée sous la forme d'un esclave aux officiers à leur retour d’une campagne de traite.